# Cyrtandra pilostyla
Cyrtandra pilostyla är en tvåhjärtbladig växtart som beskrevs av Karl Moritz Schumann. Cyrtandra pilostyla ingår i släktet Cyrtandra och familjen Gesneriaceae. Inga underarter finns listade i Catalogue of Life.